# Laura Friedman
Pour les articles homonymes, voir Friedman.
Laura Friedman, née le 3 décembre 1966, est une femme politique américaine, siégeant à l'Assemblée de l'État de Californie. Démocrate, elle représente le 43e district de l'Assemblée, qui englobe les villes de Glendale, Burbank, La Cañada Flintridge, certaines parties de Los Angeles, dont Los Feliz et Little Armenia, et la communauté non constituée de La Crescenta-Montrose.
Avant son élection à l'Assemblée en 2016, elle est membre du conseil municipal de Glendale. Elle est également maire de Glendale de 2011 à 2012.

## Biographie

### Jeunesse et études
Née dans une famille juive, Laura Friedman grandit dans le sud de la Floride. Elle obtient un baccalauréat ès arts de l'université de Rochester à New York.

### Carrière
Entre 1994 et 1997, elle est vice-présidente du développement chez Rysher Entertainment, où elle supervise la production d'une dizaine de longs métrages par an ainsi qu'une vaste programmation télévisée. En 1995, Laura Friedman est coproductrice du film Papa, j'ai une maman pour toi de Warner Brothers. En 1996, elle est productrice associée de Kid... napping !; productrice exécutive de Foxfire; productrice exécutive du film familial Zeus et Roxanne; et productrice associée du film indépendant Aberration, qui est sorti chez LIVE Entertainment. Entre 1998 et 1999, Laura Friedman est vice-président du développement chez Cort/Madden Company. Depuis 2000, elle possède et gère une petite entreprise (PlanetGlass.net), un concessionnaire de verre d'art sur Internet.
En avril 2011, Laura Friedman devient la maire de Glendale, en Californie. Son mandat prend fin en 2012.

### Assemblée de l'État de Californie
Après avoir siégé pendant sept ans au conseil municipal de Glendale, dont un mandat de maire de Glendale, Laura Friedman est élue à l'Assemblée de l'État de Californie en 2016. Au cours de son premier mandat, Laura Friedman rédige un ensemble de projets de loi visant à établir des normes historiques en matière d'efficacité de l'eau, à renforcer la durabilité environnementale, à améliorer l'accès à l'enseignement supérieur, aux soins de santé et aux alternatives de transport, et à créer de nouvelles voies pour que les communautés puissent s'attaquer à la crise du logement abordable. En outre, elle obtient un financement de 20 millions de dollars pour l'achèvement du projet Glendale Riverwalk, qui offrira pour la première fois une liaison cycliste et piétonne sûre entre Glendale et Griffith Park. Elle est sollicitée pour plusieurs rôles de direction au sein du corps législatif et occupe actuellement le poste de président adjoint pro tempore de l'Assemblée et de président de la commission spéciale de l'Assemblée sur les petites entreprises et l'entrepreneuriat. En tant que présidente du Joint Rules Subcommittee on Sexual Harassment Prevention and Response, elle mène une réforme bicamérale et bipartisane historique de la réponse du corps législatif au harcèlement sexuel, qui devient un modèle pour d'autres États et gouvernements locaux.
Elle présente également le projet de loi californien, AB-44, qui rend la vente et la fabrication de nouveaux produits en fourrure illégales en Californie. Il est promulgué par le gouverneur Gavin Newsom le 12 octobre 2019, à Sacramento,.
Le 7 septembre 2021, elle retarde le déblocage de 4 milliards de dollars d'obligations approuvées par les électeurs pour le California High Speed Rail, en déclarant que la California High Speed Rail Authority « ne nous a pas fourni de véritables détails sur ce à quoi l'argent servirait cette année ». Le directeur financier du CHSRA, Brian Annis, réplique en déclarant que la CHSRA a déjà présenté au corps législatif le plan de dépenses en février 2021 et que ce retard de Laura Friedman pourrait faire boule de neige dans les retards budgétaires.

### Vie privée
Elle est mariée à Guillaume Lemoine, un paysagiste professionnel. Le couple a une fille, Rachel, née en 2013.